# Araegeus fornasinii
Araegeus fornasinii là một loài nhện trong họ Salticidae.
Loài này thuộc chi Araegeus. Araegeus fornasinii được Pavesi miêu tả năm 1881.